# Comuna Prîvillea, Hluhiv
Prîvillea (în ucraineană Привілля) este o comună în raionul Hluhiv, regiunea Sumî, Ucraina, formată din satele Hodunivka, Hotmînivka, Moskalenkî, Prîvillea (reședința) și Voznesenske.

## Demografie
Componența lingvistică a comunei Prîvillea
     Ucraineană (97,21%)
     Rusă (2,79%)
Conform recensământului din 2001, majoritatea populației comunei Prîvillea era vorbitoare de ucraineană (97,21%), existând în minoritate și vorbitori de rusă (2,79%).